# Liste der Baudenkmäler in Regensburg-Westenviertel
Auf dieser Seite sind die Baudenkmäler in der Oberpfälzer Bezirkshauptstadt Regensburg zusammengestellt. Diese Tabelle ist eine Teilliste der Liste der Baudenkmäler in Bayern. Grundlage ist die Bayerische Denkmalliste, die auf Basis des Bayerischen Denkmalschutzgesetzes vom 1. Oktober 1973 erstmals erstellt wurde und seither durch das Bayerische Landesamt für Denkmalpflege geführt wird. Die folgenden Angaben ersetzen nicht die rechtsverbindliche Auskunft der Denkmalschutzbehörde.

## Baudenkmäler
| Lage                                                                 | Objekt                                                                                    | Beschreibung | Akten-Nr.       | Bild                                                                            |
| -------------------------------------------------------------------- | ----------------------------------------------------------------------------------------- | --- | --------------- | ------------------------------------------------------------------------------- |
| Altdorferstraße 1 a (Standort)                                       | Wohnhaus                                                                                  | Zweigeschossiger Walmdachbau, 1877, Türsturz bezeichnet mit „1727“ Anbau, eingeschossiger Anbau mit Traufmauer, Fußwalm, Steingewände und Türsturz, bezeichnet mit „1724“ | D-3-62-000-25   | Wohnhaus                                                                        |
| Augustenstraße 4 (Standort)                                          | Justizvollzugsanstalt                                                                     | Dreigeschossiger Krüppelwalmdachbau auf H-förmigem Grundriss mit zwei Höfen, Eingangsrisalit und Schweifgiebeln, Fassadengliederung mit Quaderungen, Neurenaissance, 1905 von Friedrich Niedermayer Nebengebäude, zweigeschossiger Satteldachbau, um 1905 | D-3-62-000-1482 | Justizvollzugsanstalt                                                           |
| Augustenstraße 5 (Standort)                                          | Ehemalige Augustenschule, jetzt Justizgebäude                                             | Zweiflügeliger und viergeschossiger, gegliederter Walmdachbau mit turmartigem Aufbau und Zwerchhaus mit Schweifgiebel, seitlich angegliederte, zweigeschossige Turnhalle mit Dachgalerie, Putzgliederungen Neurenaissance, 1901 von Adolf Schmetzer | D-3-62-000-174  | Ehemalige Augustenschule, jetzt Justizgebäude                                   |
| Dechbettener Straße (Standort)                                       | Bildstock                                                                                 | Relief der Kreuzigung Christi mit Maria und Johannes und Wappen des Abtes Hieronymus Feury (1609–23) von St. Emmeram, in Gehäuse mit Strebepfeilern und Satteldach, nachgotisch, um 1610/20 | D-3-62-000-272  | Bildstock                                                                       |
| Dechbettener Straße 2a (Standort)                                    | Evangelisch-Lutherisches Pfarramt Dreieinigkeitskirche, ehemalige Villa                   | Zweigeschossiger Walmdachbau mit Mittelrisalit und Sprenggiebel, spätklassizistisch, Fassadengliederungen in Werkstein, Neurenaissance, 1875 von Adrian Zinstag Brunnentrog, reliefert, Sandstein, Renaissance, bezeichnet mit „1591“ | D-3-62-000-273  | weitere Bilder                                                                  |
| Dechbettener Straße 2 a (Standort)                                   | Brunnentrog                                                                               | Reliefert, Sandstein, Renaissance, bezeichnet mit „1591“ | D-3-62-000-273  | BW                                                                              |
| Dechbettener Straße 3 (Standort)                                     | Ehemaliges Postbediensteten-Wohnhaus                                                      | Zweigeschossiger Mansardwalmdachbau, barockisierend, bezeichnet mit „1925“ | D-3-62-000-1489 | Ehemaliges Postbediensteten-Wohnhaus                                            |
| Dechbettener Straße 4 (Standort)                                     | Villa                                                                                     | Zweigeschossiger Walmdachbau mit Mittelrisalit und Sprenggiebel, spätklassizistisch, Putzgliederungen Neurenaissance, 1876 von Josef Zitt | D-3-62-000-274  | Villa                                                                           |
| Dechbettener Straße 4 a (Standort)                                   | Villa                                                                                     | Zweigeschossiger Mansardwalmdachbau mit Mittelrisalit, übergiebeltem Zwerchhaus und neubarocker Putzgliederung, „1886“ (bezeichnet) von Johann Walther | D-3-62-000-275  | Villa                                                                           |
| Dechbettener Straße 5 c (Standort)                                   | Dörnberg-Palais und Dörnbergpark                                                          | Dreiflügelige Villa, zentraler dreigeschossiger Walmdachbau mit ionischem Säulenportikus und zweigeschossigen Walmdachflügeln, Putzgliederungen, klassizistisch, 1804/05 von Emanuel Joseph von Herigoyen, 1834 ausgebaut Dörnbergpark, englischer Landschaftsgarten mit Umfriedung aus Mauern, schmiedeeisernen Gittern, Toren und Pfosten, 1864–67 von Carl und Carl Joseph von Effner Dreiteiliger Gartenpavillon mit Zeltdächern, Vorbauten und Verbindungsflügeln, mittig Karyatide, heller Sandstein mit Hausteingliederungen, seitlich Pergolen aus Gusseisen, nach 1871 von Ludwig Degen (Dechbettener Str. 5c) Ehemaliges Wirtschaftsgebäude, zweigeschossiger Satteldachbau mit Kreuzgiebel-Risalit, seitlich eingeschossige Flügel, Blankziegelbau mit Lisenengliederung auf Quadersockel, 1865 (Dechbettener Str. 5) Gasthaus, sogenanntes Rosarium, zweigeschossiger und giebelständiger Flachsatteldachbau mit Dachüberstand, Holz und Schnitzwerk, Schweizer Landhausstil, um 1871 wohl von Ludwig Degen, modern erweitert (Hoppestraße 3a) | D-3-62-000-687  | Dörnberg-Palais und Dörnbergpark                                                |
| Dechbettener Straße 8 (Standort)                                     | Villa                                                                                     | Zweigeschossiger Walmdachbau mit übergiebeltem Mittelrisalit und Pilastergliederungen über gebändertem Erdgeschoss, spätklassizistisch, 1876 von Ferdinand Stöter | D-3-62-000-279  | Villa                                                                           |
| Dechbettener Straße 10 (Standort)                                    | Villa                                                                                     | Zweigeschossiger und traufständiger Satteldachbau mit Mittelrisalit, 1876 von Johann Wagner, Schweifgiebel und Fassadengliederung in Putz, neubarock, 1892 | D-3-62-000-280  | Villa                                                                           |
| Dechbettener Straße 13 (Standort)                                    | Ehemalige Fabrikantenvilla                                                                | Dreigeschossiger Walmdachbau mit übergiebeltem Mittelrisalit, Fassadengliederungen Neurenaissance, 1895 von Thomas Luger, im Kern 1875 | D-3-62-000-281  | Ehemalige Fabrikantenvilla                                                      |
| Dechbettener Straße 26 (Standort)                                    | Wohnhaus                                                                                  | Dreigeschossiger Walmdachbau mit Mittelrisalit, Putzgliederungen neubarock, 1894 von Christian Zinstag | D-3-62-000-282  | Wohnhaus                                                                        |
| Dechbettener Straße 31, 33 (Standort)                                | Mietshauskomplex                                                                          | Barockisierend, 1911 von Carl Winkler Nr. 31 und 33 Doppelhaus, dreigeschossiger und leicht gestelzter Mansardwalmdachbau mit Risaliten und Erkern Nr. 35 und Liskircherstraße 26 Doppelhaus, viergeschossiger Walmdachbau mit Fußwalm in Ecklage, mit Erkern, Ecktürmen und Balkonen Gartenummauerung mit oktogonalem Eckpavillon zur Straßenmündung, bauzeitlich | D-3-62-000-283  | Mietshauskomplex                                                                |
| Dechbettener Straße 32 (Standort)                                    | Villa                                                                                     | Zweigeschossiger und gestelzter Mansardwalmdachbau mit Mittelrisalit und Zwerchhaus, Putzgliederungen Neurenaissance, 1894 von Christian Zinstag | D-3-62-000-284  | Villa                                                                           |
| Dechbettener Straße 35 (Standort)                                    | Einfriedung mit Eckpavillon                                                               | Gartenummauerung mit oktogonalem Eckpavillon zur Straßenmündung, zum Mietshauskomplex, bauzeitlich | D-3-62-000-283  | Einfriedung mit Eckpavillon                                                     |
| Dechbettener Straße 35, Liskircherstraße 26 (Standort)               | Mietshauskomplex                                                                          | Barockisierend, 1911 von Carl Winkler Nr. 31 und 33 Doppelhaus, dreigeschossiger und leicht gestelzter Mansardwalmdachbau mit Risaliten und Erkern Nr. 35 und Liskircherstraße 26 Doppelhaus, viergeschossiger Walmdachbau mit Fußwalm in Ecklage, mit Erkern, Ecktürmen und Balkonen | D-3-62-000-283  | Mietshauskomplex                                                                |
| Dechbettener Straße 36 (Standort)                                    | Wohnhaus                                                                                  | Dreigeschossiger Walmdachbau in Ecklage mit übergiebeltem Mittelrisalit und Eckturm mit Welscher Haube, Putzgliederungen Neurenaissance, 1896 von Christian Zinstag | D-3-62-000-286  | Wohnhaus                                                                        |
| Dechbettener Straße 38, 38 a (Standort)                              | Wohnhaus                                                                                  | Zweigeschossiger Walmdachbau in Ecklage mit seitlichem Giebelrisalit, Erker und Balkon, Sichtziegel mit Hausteingliederung, 1893/94 von Christian Zinstag, in zusammengehöriger Baugruppe mit Nr. 40 und 42, 42a | D-3-62-000-287  | Wohnhaus                                                                        |
| Dechbettener Straße 40 (Standort)                                    | Wohnhaus                                                                                  | Zweigeschossiger und traufständiger Halbwalmdachbau mit übergiebeltem Mittelrisalit, Fassade in Sichtziegel mit Hausteingliederung, 1893/94 von Christian Zinstag, in zusammengehöriger Baugruppe mit Nr. 38, 38a und 42 a | D-3-62-000-288  | Wohnhaus                                                                        |
| Dechbettener Straße 42, 42 a (Standort)                              | Wohnhaus                                                                                  | Zweigeschossiger und traufständiger Halbwalmdachbau mit seitlichem Giebelrisalit, Fassade in Sichtziegel mit Hausteingliederung, 1893/94 von Christian Zinstag; in zusammengehöriger Baugruppe mit Nr. 38, 38a und 40 | D-3-62-000-289  | Wohnhaus                                                                        |
| Dechbettener Straße 44, 44 a (Standort)                              | Doppelmietshaus                                                                           | dreigeschossiger und traufständiger Walmdachbau mit asymmetrischer Fassade mit zwei Giebeln, Erkern und Balkon, historisierend mit Jugendstildetails, 1904 von Hans Gerner Vorgarteneinfriedung, Schmiedeeisenzaun zwischen Betonpfosten mit Kopfteilen, bauzeitlich | D-3-62-000-290  | Doppelmietshaus                                                                 |
| Dr.-Johann-Maier-Straße 1 (Standort)                                 | Gasthaus (Unter den Linden), ehemaliges Musketenschießhaus                                | Zweigeschossiger und giebelständiger Satteldachbau, 1783, Umbauten 1899 und 1947 | D-3-62-000-293  | Gasthaus (Unter den Linden), ehemaliges Musketenschießhaus                      |
| Dr.-Johann-Maier-Straße 3 (Standort)                                 | Ehemaliges Schießhaus der Pistolenschützen                                                | Zweigeschossiges Kleinhaus mit Walmdach, Zwerchhaus mit Zeltdach und Vorbau auf Holzstützen, 1775 | D-3-62-000-294  | Ehemaliges Schießhaus der Pistolenschützen                                      |
| Dr.-Johann-Maier-Straße 5 (Standort)                                 | Kunstforum Ostdeutsche Galerie, ehemalige Kunsthalle der Oberpfälzischen Kreisausstellung | Kuppelbau mit zwei eingeschossigen Flügeln mit Walmdach und Pfeilerportikus, 1910 von Woldemar Anding, 1959–62 Erweiterung, 1973 Verlegung der Portikus an die Ostseite | D-3-62-000-295  | weitere Bilder                                                                  |
| Dr.-Johann-Maier-Straße 7 (Standort)                                 | Ehemaliges Schießhaus der Pürschbüchsenschützengesellschaft                               | Zweigeschossiger Walmdachbau mit Vorbauten, Gesimsgliederung und Ecklisenen, 1836/37, im Kern 18. Jahrhundert, Umbauten 1910 | D-3-62-000-296  | Ehemaliges Schießhaus der Pürschbüchsenschützengesellschaft                     |
| Dollingerstraße 9 (Standort)                                         | Ehemaliges Gartengebäude (des Anwesens Württembergstraße 10)                              | Eingeschossiger und gestelzter Walmdachbau mit Risaliten und übergiebelter toskanischer Säulenportikus mit Freitreppe auf der Gartenseite, klassizistisch, 1824 | D-3-62-000-306  | Ehemaliges Gartengebäude (des Anwesens Württembergstraße 10)                    |
| Dollingerstraße 11 (Standort)                                        | Wohnhaus                                                                                  | Zweigeschossiger und traufständiger Satteldachbau mit Zwerchgiebel, Veranda und Balkon, Fassade mit neubarocker Putzgliederung, 1904 von Max Wagner | D-3-62-000-307  | Wohnhaus                                                                        |
| Dollingerstraße 12 (Standort)                                        | Mietshauskomplex                                                                          | Neubarock, 1907 von Hans Gerner Dollingerstraße 12, dreigeschossiger und gestelzter Mansarddachbau mit seitlichen Runderkern, Zwerchgiebeln und Putzgliederungen Gumpelzhaimerstraße 13 b, dreigeschossiger Mansarddachbau mit Fußwalm, Zwerchhaus, Erker und gerundeter Ecke | D-3-62-000-308  | Mietshauskomplex                                                                |
| Fürst-Anselm-Allee (Standort)                                        | Fürst-Anselm-Allee                                                                        | Allee im Englischen Stil mit zahlreichen Denkmälern, 1779–81 von Fürst Carl Anselm von Thurn und Taxis anstelle der nachmittelalterlichen Bastionen als mittlerer Teil des Grüngürtels um die Mauern der Altstadt angelegt; siehe Prebrunnallee und Ostenallee (teilweise im Gebiet Bahnhofsviertel) | D-3-62-000-451  | Fürst-Anselm-Allee                                                              |
| Fürst-Anselm-Allee (Standort)                                        | Denkmal für Graf Johann Eustach von Schlitz-Görtz                                         | Inschriftsockel mit Pfeilertabernakel und Büste, Kalkstein, klassizistisch, 1824 von Leo von Klenze, Büste von Ludwig Schwanthaler | D-3-62-000-453  | Denkmal für Graf Johann Eustach von Schlitz-Görtz                               |
| Gumpelzhaimerstraße 11 (Standort)                                    | Wohnhaus                                                                                  | Zweigeschossiger Eckbau mit vorkragendem Walmdach und Eckerker, 1927 von Franz Spiegel | D-3-62-000-518  | Wohnhaus                                                                        |
| Gumpelzhaimerstraße 12 (Standort)                                    | Wohnhaus                                                                                  | Zweigeschossiger Walmdachbau mit Zwerchgiebeln und Mittelerker, barockisierend, 1928 von Josef Schmidbauer | D-3-62-000-519  | Wohnhaus                                                                        |
| Gumpelzhaimerstraße 15 (Standort)                                    | Villa                                                                                     | Zweigeschossiger Walmdachbau mit übergiebeltem Mittelrisalit und Altane auf Säulen, 1923 von Hans Gerner | D-3-62-000-521  | Villa                                                                           |
| Gumpelzhaimerstraße 19 (Standort)                                    | Ehemaliges Beamtenwohnhaus des Kreisüberlandwerks Oberpfalz                               | Zweigeschossiger Mansardwalmdachbau über hakenförmigem Grundriss mit Tordurchfahrt, Putzgliederungen, neubarock, bezeichnet mit „1922“, Südflügel neu | D-3-62-000-522  | Ehemaliges Beamtenwohnhaus des Kreisüberlandwerks Oberpfalz                     |
| Herrichstraße 1, 2, 3, 5, 6, 7, 8, 9 (Standort)                      | Reihenhaus-Baugruppe                                                                      | Zweigeschossige und traufständige Satteldachbauten mit Ecktürmchen, Ziergiebeln, Zwerchhäusern, Schleppgauben und historisierenden Kaminen, neubarock, 1899 von Christian Zinstag | D-3-62-000-565  | weitere Bilder                                                                  |
| Hochweg (Standort)                                                   | Wegkapelle (sogenannte Ramwoldkapelle)                                                    | Giebelständiger Satteldachbau mit Vordach auf profilierten Pfeilern, „1887“ (bezeichnet) von Johann Wagner | D-3-62-000-580  | Wegkapelle (sogenannte Ramwoldkapelle)                                          |
| Hochweg 1 (Standort)                                                 | Fabrikantenvilla, ehemalige Villa Jakob                                                   | Zweigeschossiger Walmdachbau mit überdachter Veranda und Putzgliederungen, nach Westen eingeschossiger und gestelzter Wirtschaftsflügel mit Walmdach und Treppenturm mit Zwiebelhaube, klassizisierend, 1923 von Karl Peringer | D-3-62-000-1505 | Fabrikantenvilla, ehemalige Villa Jakob                                         |
| Hoppestraße 6 (Standort)                                             | Villa (sogenannte Weinschenk-Villa)                                                       | Zweigeschossiger und gestelzter Mansardwalmdachbau mit übergiebeltem Risalit, Erker und Eckturm mit Zwiebelhaube, Fassaden mit Stuckgliederungen, neubarock mit Jugendstilelementen, 1899 von Joseph Koch Garage, eingeschossiger Mansardwalmdachbau mit korbbogigen Öffnungen und Putzgliederungen, neubarock, 1921 Gartenanlage mit Ziergarten, Pergola, Brunnen und Einfriedung mit rustizierten Pfeilern und Gusseisenzaun, neubarock, um 1900 | D-3-62-000-589  | Villa (sogenannte Weinschenk-Villa)                                             |
| Killermannstraße (an der Kreuzung mit dem Roten Brachweg) (Standort) | Burgfriedensäule Nr. 2 der Freien Reichsstadt Regensburg                                  | Sich verjüngender und profilierter Pfeiler mit zwei Wappen und Verdachung auf Sockel, Kalkstein, vor 1665 | D-3-62-000-1739 | Burgfriedensäule Nr. 2 der Freien Reichsstadt Regensburg                        |
| Killermannstraße 28 (Standort)                                       | Katholische Pfarrkirche St. Bonifaz                                                       | Rundbau mit Zeltdach und freistehendem Glockenturm, Sichtziegelmauerwerk, 1969/70 von Kurt und Klaus Oberberger; mit historischer Ausstattung | D-3-62-000-638  | Katholische Pfarrkirche St. Bonifaz                                             |
| Kumpfmühler Straße 4 (Standort)                                      | Justizgebäude                                                                             | Dreiflügeliger und dreigeschossiger Komplex mit Quertrakt, Mittelturm, Satteldächern, Risaliten, Schweifgiebeln und Portalen, Fassadengliederungen in Werkstein, Neurenaissance, 1905 von Friedrich Niedermayer Brunnen, achteckiges Becken mit Balusterstock und Löwe, Neurenaissance, um 1905 Ehemaliges Pförtnerhaus, zweigeschossiger und traufständiger Satteldachbau mit Treppengiebeln und Eckerker, Neurenaissance, um 1905 wohl von Friedrich Niedermayer Hofmauer mit Fußgängerpforte und Einfahrt, Sandquadermauer mit Löwenaufsatz, um 1905 | D-3-62-000-689  | Justizgebäude                                                                   |
| Liskircherstraße 2 (Standort)                                        | Villa                                                                                     | Zweigeschossiger und giebelständiger Satteldachbau mit Eckerkern, Zwerchhausrisalit mit Putzgliederungen, Balkon, Altane und holzverschaltem Giebel, 1903 von Georg Brenner | D-3-62-000-734  | Villa                                                                           |
| Liskircherstraße 10 (Standort)                                       | Wohnhaus                                                                                  | Dreigeschossiger Walmdachbau mit erhöhtem Eckerkerturm, Zwerchgiebel und Putzgliederungen, neubarock, 1903 von Fritz Pfündl | D-3-62-000-735  | Wohnhaus                                                                        |
| Liskircherstraße 17 (Standort)                                       | Evangelisch-Lutherisches Kreisdekanat                                                     | Zweigeschossiger Mansarddachbau mit Fußwalm auf U-förmigem Grundriss mit seitlichem Treppenhaus, Erker und Altane, Seitenflügel mit Walmdächern, dazwischen Schmuckhof, 1913/14 von Carl Winkler Ehemaliges Gartenhaus, eingeschossiger Mansarddachbau mit Halbwalm und säulengestützter Veranda, neubarock, 1912/13 von Carl Winkler umgebaut | D-3-62-000-1515 | Evangelisch-Lutherisches Kreisdekanat                                           |
| Ludwig-Eckert-Straße 2 (Standort)                                    | Ehemalige Fabrikantenvilla                                                                | Asymmetrisch gruppierter zweigeschossiger und gestelzter Walmdachbau mit Giebelrisalit, Erker, Loggia und Putzgliederungen, historistisch, 1895 von Joseph Koch | D-3-62-000-744  | Ehemalige Fabrikantenvilla                                                      |
| Mathildenstraße 10 (Standort)                                        | Villa                                                                                     | Zweigeschossiger Walmdachbau mit übergiebeltem Mittelrisalit und Putzgliederungen, spätklassizistisch, 1882 von Johann Walther | D-3-62-000-776  | Villa                                                                           |
| Platz der Einheit (Standort)                                         | Wegsäule vor dem Jakobstor (sogenannte Pestsäule)                                         | Polygonaler Schaft mit Figuren, Wimpergen und Fialen über gegliedertem Sockel, spätgotisch, 1459, um 1845/50 Restaurierung durch Ludwig Foltz | D-3-62-000-452  | weitere Bilder                                                                  |
| Platz der Einheit 1, 2 (Standort)                                    | Doppelmietshaus                                                                           | Viergeschossiger und gestelzter Mansardwalmdachbau in Ecklage mit Mittelrisaliten, Eckerkern, Balkon, Fassadengliederungen in Haustein, Neurenaissance, Südteil 1884, Nordteil 1889, von G. F. Hildenbrand | D-3-62-000-1527 | Doppelmietshaus                                                                 |
| Prebrunnallee (Standort)                                             | Prebrunnallee                                                                             | Allee im Englischen Stil, 1779–81 von Fürst Carl Anselm von Thurn und Taxis anstelle der nachmittelalterlichen Bastionen als westlicher Teil des Grüngürtels um die Mauern der Altstadt angelegt; siehe Fürst-Anselm-Allee und Ostenallee | D-3-62-000-1687 | Prebrunnallee                                                                   |
| Prebrunnallee 1 (Standort)                                           | Mietshaus                                                                                 | Gegliederter dreigeschossiger Mansardwalmdachbau mit Risaliten und Erkerturm, Sichtziegel mit Werksteingliederungen, Neurenaissance 1896 von Ph. Exner | D-3-62-000-923  | Mietshaus                                                                       |
| Prebrunnallee 4 (Standort)                                           | Ehemaliges Gärtnerwohnhaus                                                                | Zweigeschossiger Walmdachbau mit Putzgliederungen, spätklassizistisch, 1878 | D-3-62-000-924  | Ehemaliges Gärtnerwohnhaus                                                      |
| Prebrunnallee 5 (Standort)                                           | Mietshaus                                                                                 | Dreigeschossiger und giebelständiger Satteldachbau mit Eckerker, Wappenschild und Fensterrahmungen in Putz, neubarock, 1904 von Hans Schricker | D-3-62-000-925  | Mietshaus                                                                       |
| Prebrunnallee 6 (Standort)                                           | Mietshaus                                                                                 | Dreigeschossiger Walmdachbau mit Standerker und Volutengiebel, Werksteingliederungen, Neurenaissance, 1902 von Hans Schricker und Christian Zinstag | D-3-62-000-926  | Mietshaus                                                                       |
| Prebrunnallee 7 (Standort)                                           | Mietshaus                                                                                 | Dreigeschossiger und traufständiger Krüppelwalmdachbau mit Erkertürmchen, Zwerchhäusern und Ziergiebel, Neurenaissance, 1900 von Hans Schricker | D-3-62-000-927  | Mietshaus                                                                       |
| Prüfeninger Straße 1 (Standort)                                      | Villa                                                                                     | Zweigeschossiger Walmdachbau mit Mittelrisalit, spätklassizistisch, Fassadengliederung Neurenaissance, 1875 von Johann Theodor Madler | D-3-62-000-946  | Villa                                                                           |
| Prüfeninger Straße 2 (Standort)                                      | Ehemaliges Postamt                                                                        | Dreigeschossiger Flachdachbau mit Attikageschoss, Neue Sachlichkeit, 1932/33 nach Entwurf von Karl Schreiber | D-3-62-000-1528 | Ehemaliges Postamt                                                              |
| Prüfeninger Straße 3 (Standort)                                      | Villa                                                                                     | Zweigeschossiger und abgewalmter Satteldachbau in Ecklage mit Treppenturm, Erker, Holzaltane und Fachwerkimitation, 1892 von Christian Zinstag | D-3-62-000-947  | Villa                                                                           |
| Prüfeninger Straße 4 (Standort)                                      | Wohnhaus                                                                                  | Dreigeschossiger Mansardwalmdachbau mit Seitenrisalit, abgeschrägter Ecke und Eckerkertürmchen mit Glockendach, Fassadengliederung Neurenaissance, 1895 von Alois Janker | D-3-62-000-948  | Wohnhaus                                                                        |
| Prüfeninger Straße 16, 18 (Standort)                                 | Ehemaliger Lazarusfriedhof                                                                | Rest der Umfriedung, Portal mit zwei Pfeilern und Mauerstücken, um 1700, 1528 evangelischer Teil angelegt, 1812 katholischer Teil, seit 1952 in den 1908/10 angelegten Stadtpark integriert, mit Grabmälern des 18./19. Jahrhundert Ehemalige Friedhofshalle, eingeschossiger Walmdachbau mit rundbogigen Vorbauten, klassizistisch, 1831 Ehemalige Friedhofskapelle, jetzt russisch-orthodoxe Kirche, Saalbau mit leicht eingezogenem Chor, Flachsatteldach, Glockendachreiter und Vorzeichen auf Säulen, neuromanisch, 1834, mit Grabsteinen für Georg Friedrich Ziebland, 1873, und Carl Woldemar Neumann, 1888 | D-3-62-000-945  | Ehemaliger Lazarusfriedhof                                                      |
| Prüfeninger Straße 20 (Standort)                                     | Ehemaliges Kasino der OBAG                                                                | Transparenter Saalbau mit Flachdach, auf ummantelten Stahlstützen und einem eingerückten, natursteinverkleideten Betonsockel, verglaster Verbindungsgang zum Haupthaus, 1968–71, von Walter Mayer Südlich vorgelagert rechteckige Brunnenanlage mit Plastik von Karl Reidel, 1970 | D-3-62-000-2167 | Ehemaliges Kasino der OBAG                                                      |
| Prüfeninger Straße 47 a, 47 b, 49, 51 (Standort)                     | Wohnblock                                                                                 | Dreigeschossiger und dreiteiliger Walmdachbau mit stark vorspringenden Risaliten, expressionistisch, 1929 | D-3-62-000-951  | Wohnblock                                                                       |
| Prüfeninger Straße 58, 60 (Standort)                                 | Ostbayerische Technische Hochschule Regensburg (OTH), ehemaliges Polytechnikum            | mehrteiliger Gebäudekomplex in zwei Bauabschnitten: Ehemalige Bauschule an der Prüfeninger Straße, viergliedrige Massivbauten mit flachen Satteldächern, dreigeschossige, L-förmige Hauptflügel mit rhythmisierten Lochfassaden und zwei Eingangszonen, von Hans Wenz, 1952–53; über dem westlichen Eingangsbereich eine künstlerisch gestaltete Uhr, von Blasius Spreng, zeitgleich. Erweiterungsbau, flachgedeckte Gebäudegruppe um drei Innenhöfe, dreigeschossige Lehrtrakte in Betonskelettbauweise über hohem Kellergeschoss, Fassaden mit Fensterbändern und rhythmisierten Verglasungen, Maschinenhalle und Labortrakt auch mit Klinkerflächen, westlich zweigeschossiger Verwaltungsbau mit vortretendem Haupteingang, dazwischen ein- und zweigeschossige Verbindungsbauten, von Hans Beckers, 1958–61; Fahrradhalle, Stahlbeton-Skelettbau mit wabenartigen Außenwänden und Pultdach, nach Planung von Hans Beckers, 1961 | D-3-62-000-2232 | weitere Bilder                                                                  |
| Prüfeninger Straße 86 (Standort)                                     | Krankenhauskirche Pius V.                                                                 | Saalbau mit riegelförmigem Chorturm und seitlichem Flachdachanbau, 1927/29 von Albert Boßlet; mit Ausstattung | D-3-62-000-952  | Krankenhauskirche Pius V.                                                       |
| Schillerstraße 29 (Standort)                                         | Israelitischer Friedhof                                                                   | Von massiver Mauer umgeben, mit Grabmälern, 1822 angelegt, erweitert 1867, 1869 und 1923 Haus der Reinigung (Beth Tahara), zweigeschossiger Satteldachbau mit säulengestützter Vorhalle und Seitenflügeln mit Walmdach, spätklassizistisch, 1871 | D-3-62-000-1047 | weitere Bilder                                                                  |
| Schillerstraße 31 (Standort)                                         | Villa                                                                                     | Zweigeschossiger Mansardwalmdachbau mit vorgewölbtem Zwerchhausrisalit und Treppenaufgang, Jugendstil, 1912 von Christian Metzger | D-3-62-000-1048 | Villa                                                                           |
| Stadtpark (Standort)                                                 | Kriegerdenkmal                                                                            | Gestufter Block mit Reliefs, Kalkstein, 1926 nach Entwurf der Fürstin Margarethe von Thurn und Taxis | D-3-62-000-1529 | Kriegerdenkmal                                                                  |
| Stadtpark (Standort)                                                 | Parasol-Pavillon                                                                          | Betonständerbau mit Zeltdach, Bestandteil der Oberpfälzer Kreisausstellung 1910 | D-3-62-000-2246 | Parasol-Pavillon                                                                |
| Uhlandstraße 10 (Standort)                                           | Ehemaliges Kapuzinerkloster und Knabenseminar St. Fidelis, heute Fachoberschule           | 1921 von Heinrich Hauberrisser; Katholische Neben- und ehemalige Kapuzinerklosterkirche St. Fidelis, Saalbau mit eingezogenem Chor, Dachreiter und Vorzeichen, Fassadengliederung neubarock Klostergebäude, dreigeschossiger Walmdachbau mit Mittelrisalit, Segmentbogengiebel und Eckbauten, Putzgliederungen, neubarock | D-3-62-000-497  | Ehemaliges Kapuzinerkloster und Knabenseminar St. Fidelis, heute Fachoberschule |
| Westendstraße 1, 1 a, 1 b, 1 c (Standort)                            | Gartenmauer mit Pforte                                                                    | Profilierter und geohrter Rahmen, spätbarock, bezeichnet mit „1721“ | D-3-62-000-1394 | Gartenmauer mit Pforte                                                          |
| Westendstraße 3 (Standort)                                           | Wohnhaus                                                                                  | Zweigeschossiger und stumpfwinkliger Walmdachbau in Ecklage mit korbbogigem Tor, erste Hälfte 18. Jahrhundert | D-3-62-000-1395 | Wohnhaus                                                                        |
| Westendstraße 4 a (Standort)                                         | Ehemaliges Fischerhaus                                                                    | Zweigeschossiger und traufständiger Satteldachbau, Ende 18. Jahrhundert | D-3-62-000-1396 | Ehemaliges Fischerhaus                                                          |
| Westendstraße 10 a (Standort)                                        | Gartenhaus                                                                                | Eingeschossiger und gestelzter Walmdachbau mit Zwerchgiebel und Freitreppe, im Kern wohl 18. Jahrhundert, neubarocker Umbau 1922/23 Garteneinfriedung, Mauer mit Okulus und vergittertem Eingang, 1924 | D-3-62-000-1397 | Gartenhaus                                                                      |
| Wilhelmstraße 7 (Standort)                                           | Wohnhaus                                                                                  | Dreigeschossiger Mansardwalmdachbau mit Schweifgiebel, Flacherker und Putzgliederungen, Jugendstil, 1906 von Julius Wildanger | D-3-62-000-1400 | Wohnhaus                                                                        |
| Wittelsbacherstraße 2 (Standort)                                     | Villa                                                                                     | Zweigeschossiger und traufständiger Satteldachbau mit Mittelrisalit und Putzgliederungen, neugotisch, um 1860 Einfriedung, Gusseisenzaun und profilierte Pfeiler | D-3-62-000-1416 | Villa                                                                           |
| Wittelsbacherstraße 3 (Standort)                                     | Villa                                                                                     | Zweigeschossiger und traufständiger Satteldachbau mit Kniestock, Mittelrisalit Einfriedung | D-3-62-000-1417 | Villa                                                                           |
| Wittelsbacherstraße 4 (Standort)                                     | Villa                                                                                     | Zweigeschossiger Walmdachbau mit Kniestock, Mittelrisalit und Eckpilastern, Fassadengliederungen Neurenaissance, 1863 | D-3-62-000-1418 | Villa                                                                           |
| Wittelsbacherstraße 5 a, 5 b (Standort)                              | Villa                                                                                     | Zweigeschossiger Walmdachbau mit Kniestock, Mittelrisalit und Zwerchhaus, Holzverschalung und Zierfachwerk, 1903 von Anton Mayer; Pendant zu Nr. 6 a | D-3-62-000-1419 | Villa                                                                           |
| Wittelsbacherstraße 6 a (Standort)                                   | Villa                                                                                     | Zweigeschossiger Walmdachbau mit Kniestock, Zwerchhausrisalit, hölzerner Loggia und Zierfachwerk, 1903 von Anton Mayer; Pendant zu Nr. 5 a | D-3-62-000-1420 | Villa                                                                           |
| Wittelsbacherstraße 9, 9 a, 9 b, 10 (Standort)                       | Wohn- und Geschäftshaus der Stadtbau-GmbH am Dörnberg-Park                                | Schlossartiger Dreiflügelbau mit Walmdächern, dreigeschossiger Mittelbau mit übergiebeltem Mittelrisalit und Altanen auf Säulen, zweigeschossige Quertrakte, Neubarock und Neuklassizismus, 1924 von Carl Winkler Nebengebäude (Wittelsbacherstraße 10), zweigeschossiger Walmdachbau mit einseitiger Mansarde, Zwerchhaus und Remisen, neubarock, gleichzeitig | D-3-62-000-1551 | Wohn- und Geschäftshaus der Stadtbau-GmbH am Dörnberg-Park                      |
| Wittelsbacherstraße 12 (Standort)                                    | Zweifamilienhaus                                                                          | Zweigeschossiger und gestelzter Walmdachbau mit Hausteinsockel und konvex vortretendem Mittelteil mit Pilastergliederung, 1924 von Carl Winkler Einfriedung, Mauer und Spiegelpfeiler mit profilierten Deckplatten | D-3-62-000-1421 | Zweifamilienhaus                                                                |
| Wittelsbacherstraße 13 (Standort)                                    | Villenartiges Bürgerhaus                                                                  | Gestelzter und zweigeschossiger abgewalmter Satteldachbau mit Eckturm, Eckerker und Loggia, in Formen des Späthistorismus und Jugendstils, im Kern um 1860, erweitert und umgebaut 1893 und 1899 von Christian Zinstag, erneuter Umbau 1909 Gartenhaus, Pultdach mit Veranda, 1899 Umfriedung, Gusseisenzaun zwischen Beton- und Ziegelpfeilern, bauzeitlich | D-3-62-000-1558 | Villenartiges Bürgerhaus                                                        |
| Württembergstraße 3 (Standort)                                       | Villa                                                                                     | Zweigeschossiger Walmdachbau mit Überstand, Mittelerker und Schmetterlingsgauben, Jugendstil, 1911 von Hans Schricker | D-3-62-000-1447 | Villa                                                                           |
| Württembergstraße 10 (Standort)                                      | Villa                                                                                     | Zweigeschossiger Mansardwalmdachbau mit Zwerchgiebel und Erkerturm mit Welscher Haube, später Jugendstil, 1915 von Heinrich Hauberrisser (1920–45 Wohnsitz Hauberrissers) | D-3-62-000-1448 | Villa                                                                           |
| Württembergstraße 14 (Standort)                                      | Villa                                                                                     | Zweigeschossiger Mansardwalmdachbau, mit Schweifgiebelrisalit, Erker, Treppenturm mit Kegeldach und Putzgliederungen, Jugendstil, 1898 von Christian Zinstag, erbaut für den Regensburger Stadtbaumeister Hugo Wagner (1849–1930) | D-3-62-000-1449 | Villa                                                                           |